# 台灣政治
| \| 本條目屬於 臺灣系列 \| |
| 前往臺灣主題頁 |
| 臺灣概況 - 經濟 • 政治 • 法律 • 人權 • 能源 • 交通 行政區劃 • 城市 • 政府 • 政黨 • 選舉 • 總統 • 外交 軍事 • 族群 • 人口 • 公民 • 原住民族 • LGBT權益 臺海現狀 • 臺灣問題 |
| 臺灣文化 （總覽） - 文學 • 料理 • 茶藝 • 小吃 • 夜市 • 郵票 建築 • 語言 • 宗教 • 葬禮 • 古蹟 • 遺址 • 國寶 民俗文物 • 節日 • 教育 • 體育 • 媒體 • 眷村 文化活動 • 觀光 • 購物中心 • 百貨公司 世界遺產潛力點 • 歷史建築百景 • 流行文化                                                    |
| 臺灣藝術 （總覽） - 音樂 • 漫畫 • 動畫 • 電影 • 攝影 • 舞蹈 戲劇 • 臺劇 |
| 臺灣地理 （總覽） - 天文 • 氣候 • 地質 • 地震 • 斷層 • 火山 • 生態 濕地 • 山峰 • 山脈 • 湖泊 • 水庫 • 河流 • 溫泉 島嶼 • 海岸 • 特殊生物 • 保育生物 • 生態環境 自然保護區 • 國家公園 • 森林遊樂區 縣市級風景特定區 • 直轄市級風景特定區 國家級風景特定區                                 |
| 臺灣歷史 （詳細） - 史前時期(-1624)↓理蕃政策(1933) 原住民聯盟與政權↓奧蘭治城包圍戰(1662)↓澎湖海戰(1683)↓馬關條約(1895)↓日本投降(1945) 荷屬福爾摩沙/西屬艾爾摩莎 鄭氏政權清治時期 日治時期 戰後時期 │1624│1649│1674│1699│1724│1749│1774│1799│1824│1849│1874│1899│1924│1949│1974│1999│2024 |
| 閱 • 論 • 编 |
| 本條目屬於 臺灣系列 |

台灣政治概念所涵蓋的台灣政府型態、統治者或行政區劃體制，1949年以後普遍與中華民國政治等同，在此前則不同。歷史上，台灣具有文字記錄的政治實體，約可自1624年起的台灣荷西時期算起。歷史上台灣各地分別歷經多個政權統治，亦歷經荷蘭、西班牙、明鄭、清帝國、大日本帝國與中華民國等。

## 政府
- 台灣政府大部分是指統治臺澎金馬之中華民國政府。
- 就主流媒體而言，稱治理台灣的政府為中華民國政府或台灣政府，而中國大陸則稱之為「台灣當局」。

### 歷史
- 而就歷史上政府管轄範圍僅限澎湖群島。由於沒有管轄到台灣島，因此有爭議。
- 近現代之後，17世紀中期的台灣荷西殖民時期，統治台灣的政府，分別是台灣北部的西班牙殖民政府與同時據臺的荷蘭殖民政府，而後者並於1640年代成為台灣唯一官署政府。
- 1662年至1683年，台灣政府指的是鄭氏王朝的承天府。
- 1683年至1895年，長達兩百餘年的清朝統治下，成為中國地方政府的台灣政府則是指福建省所轄的台灣道或1885年從福建獨立出來的台灣行省。
- 1895年，台灣邁入日治時期後，台灣官署或台灣政府則指行政與軍事專制的台灣總督府。
- 而50年後的1945年，國民政府接管台灣，[註 1]以台灣省行政長官公署做為統治台灣的「特別行政組織」。
- 1947年改制為臺灣省政府
- 1948年至1950年，中國國共內戰最激烈期間，台灣政府則為台灣省政府。
- 而自1949年中華民國政府遷台並穩固陣腳後，台灣政府自然而然成為中華民國政府代名詞。
- 各國政府機構或媒體，幾乎都是以台灣政府稱呼中華民國政府。

### 中央政府

#### 總統、副總統
- 總統、副總統任期4年，可連任一次。

總統為國家元首，對外代表國家，對內向全國人民負責，依法公布法律、發布命令，宣布戒严，行使大赦、特赦、减刑及復權之權，任免文、武官員以及授與榮典。總統同時也是三軍統帥，統率全國陸、海、空軍。總統實際掌握所有行政權，且為了依法行使職權，配有幕僚機構總統府及諮詢機構國家安全會議等。總統府為總統、副總統之幕僚機關，下設資政、國策顧問、戰略顧問等顧問人員，以對國家政策向總統提供意見與諮詢；中央研究院、國史館等國家學術機構亦附屬於總統府之下。國家安全會議則是國家安全事務之最高議事機關，國安會主席由總統兼任，下設國家安全局，以執行情報、特種勤務等國家安全相關工作。
副總統為備位元首，沒有政治實權，但總統可以賦予副總統部分職權。
- - 總統：賴清德（ 民主進步黨）
  - 副總統：蕭美琴（ 民主進步黨）

#### 行政院

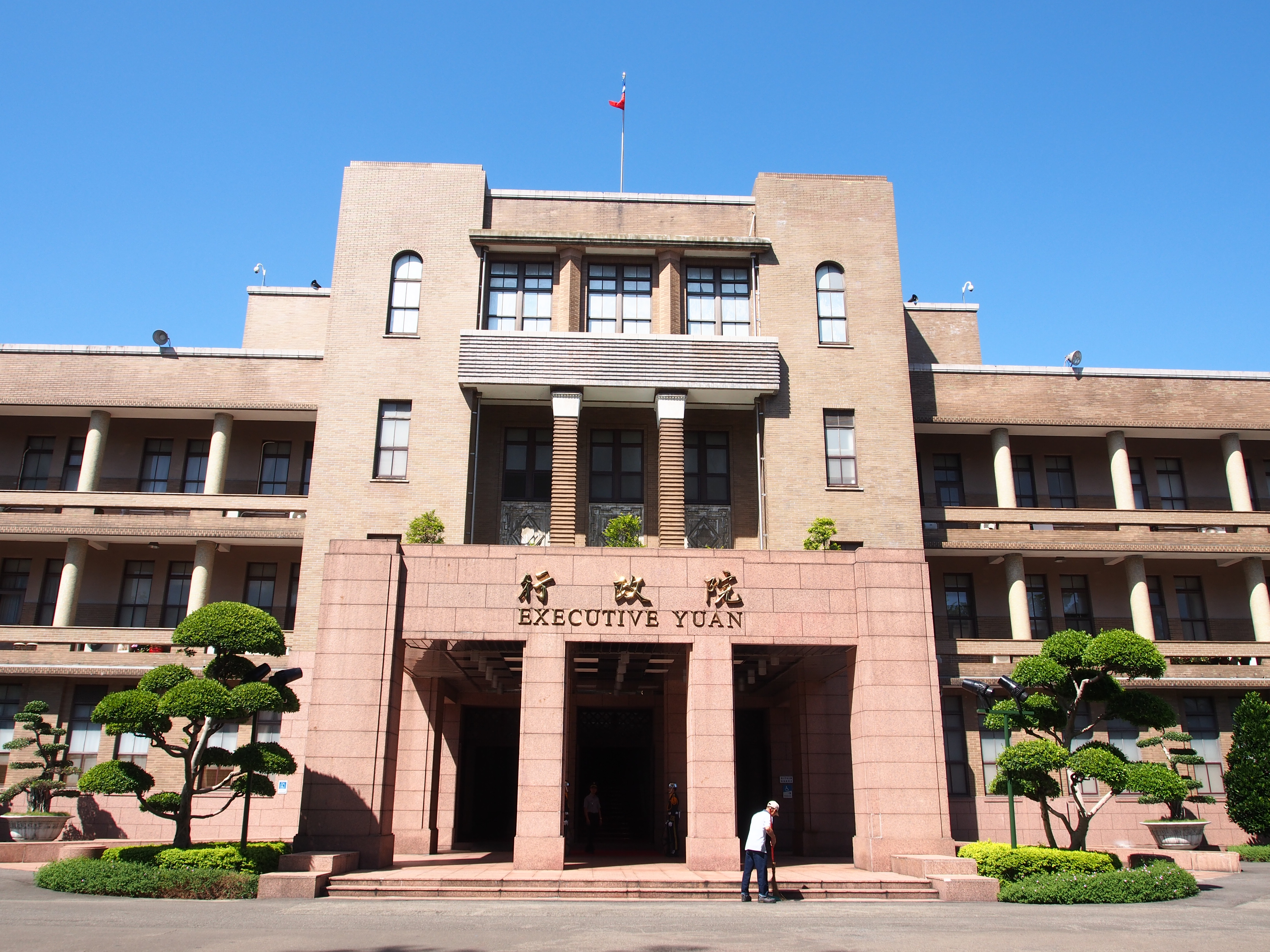
行政院

- 行政院為國家最高行政機關，置院長1人，由總統直接任命；副院長1人、各部會首長及政務委員7-9人，均由院長提請總統任命，共同組成行政院會議，以院長為領導，議決重大施政方針及向立法院提出法律、預算、戒嚴、大赦、宣戰、媾和、條約等案，行政院院長及各部會首長對立法院負責。
  - 院長：卓榮泰（ 民主進步黨）
  - 副院長：鄭麗君（ 民主進步黨）

#### 立法院

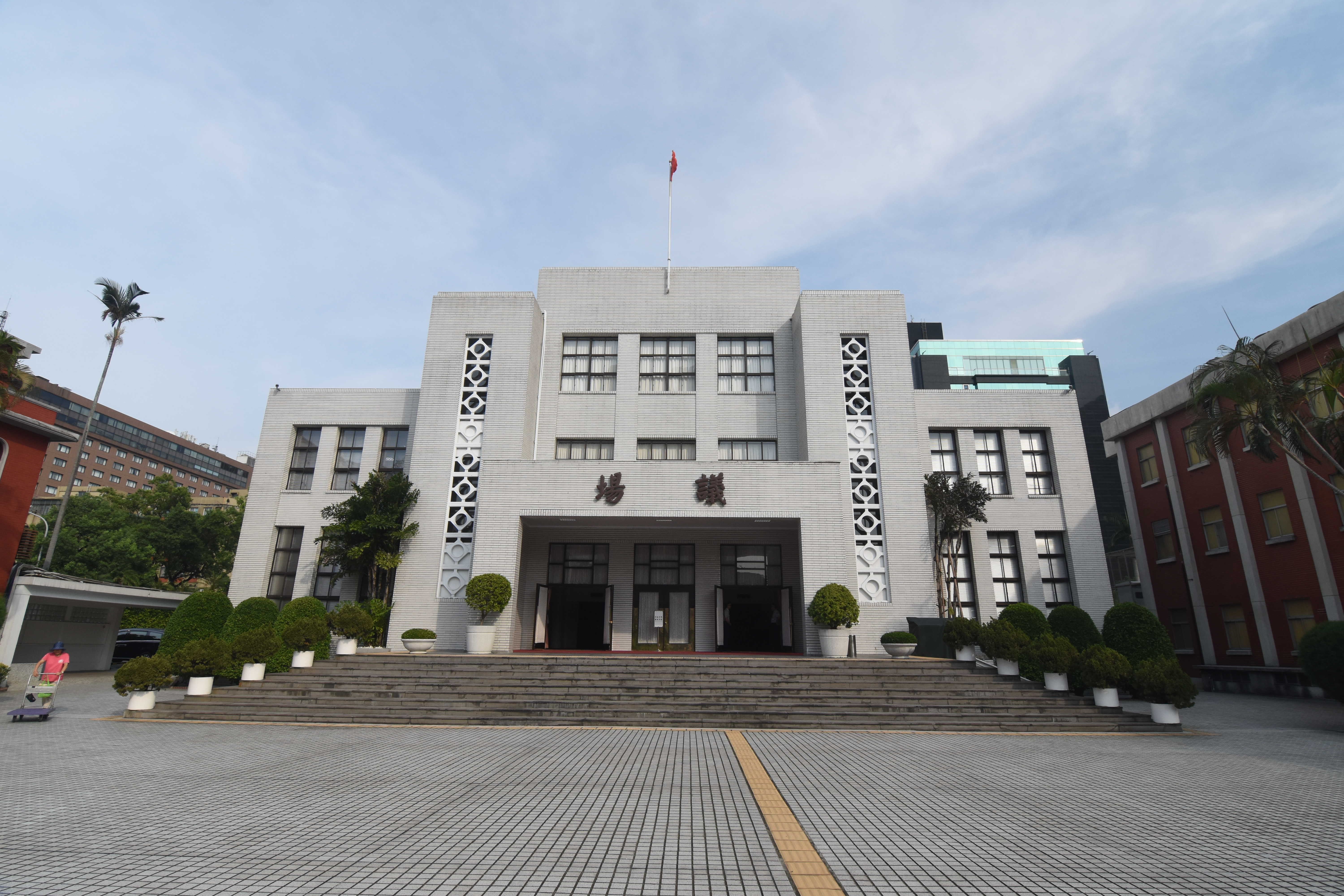
立法院

- 立法院為國家最高立法機關，由人民直接選舉之立法委員組成，代表人民行使立法權及監督權。
- 有向行政院院長及各部會首長質詢之權，並可以決議或覆議行政院重要政策。
- 立法院得對行政院院長提出不信任案，對總統、副總統犯內亂外患罪提彈劾案及對行政院下屬的獨立機關、司法院、考試院、監察院之人事任命行使同意權，並有議決法律案、預算案、戒嚴案、大赦案、宣戰案、媾和案、條約案及國家其他重要事項之職權。
- 立法院置院長、副院長各1人，由立法委員互選產生。立法委員有113席，任期4年。
  - 院長：韓國瑜（ 中國國民黨）
  - 副院長：江啟臣（ 中國國民黨）

#### 司法院

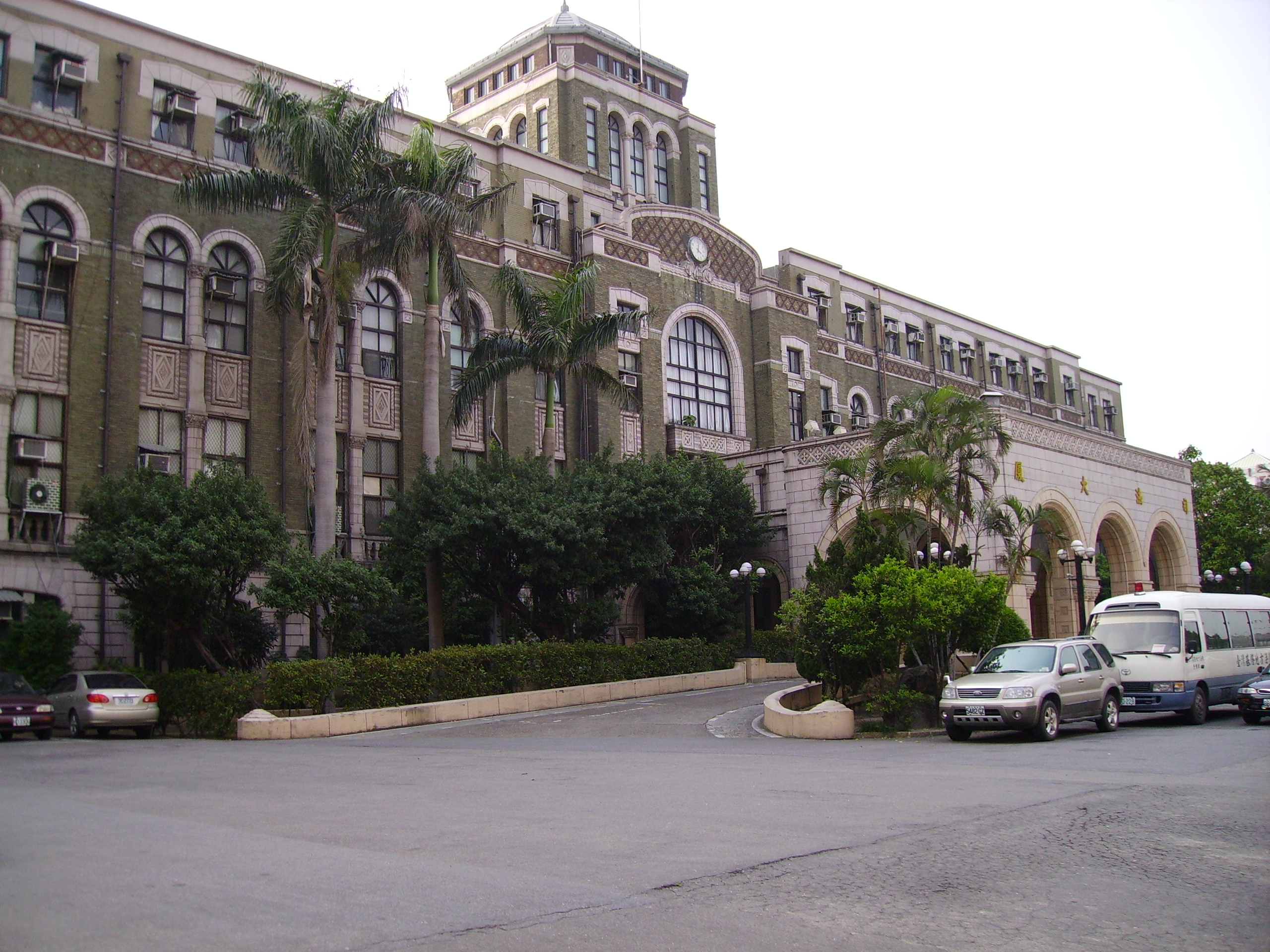
司法院

- 司法院為國家最高司法機關，掌理解釋權、審判權、懲戒權、司法行政權。司法院置大法官15人，並以其中1人為院長、1人為副院長，由總統提名，經立法院同意任命。憲法法庭由大法官組成，具有「解釋憲法」、「統一解釋法律及命令」以及「裁判憲法審查」之職務、並有審理「政黨違憲解散案」及「總統、副總統彈劾案」權限之常設機關，相當於他國之憲法法院。原本係於《中華民國憲法》第79條中規定設立之基礎，後《中華民國憲法增修條文》第5條明定：「司法院設大法官十五人，並以其中一人為院長、一人為副院長，由總統提名，經立法院同意任命之」，最終由《憲法訴訟法》進一步將憲法所定之「解釋憲法」職權具體化。憲法法庭之判決，有拘束各機關及人民之效力；各機關並有實現判決內容之義務。
- 憲法規定法官須超出黨派以外，獨立行使職權，並為終身職。司法院設各級法院、行政法院及懲戒法院。
  - 院長：謝銘洋（代理）（ 無黨籍）
  - 副院長：出缺

#### 考試院

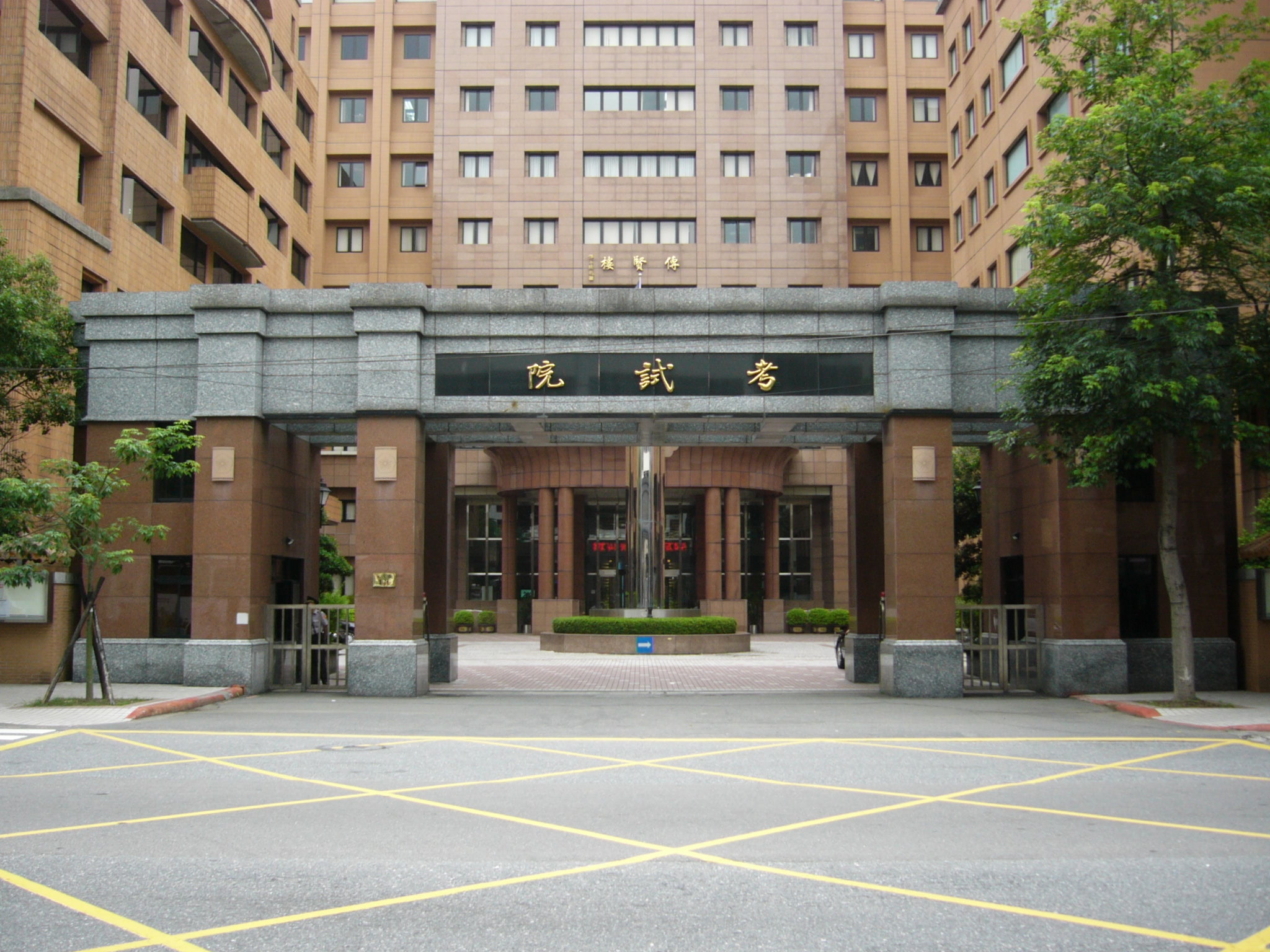
考試院

- 考試院為國家最高考試機關，置院長、副院長各1人，考試委員7到9人，均為特任，任期為4年，由總統提名，經立法院同意任命之。考試委員須超出黨派以外，依法獨立行使職權。
- 考試院之職掌，依憲法增修條文第6條規定為：
  - 1.考試。
  - 2.公務人員之銓敘、保障、撫卹、退休。
  - 3.公務人員任免、考績、級俸、陞遷、褒獎之法制事項。
- 考試院下設考選部、銓敘部、公務人員保障暨培訓委員會。
  - 院長：周弘憲（ 民主進步黨）
  - 副院長：許舒翔（ 無黨籍）

#### 監察院

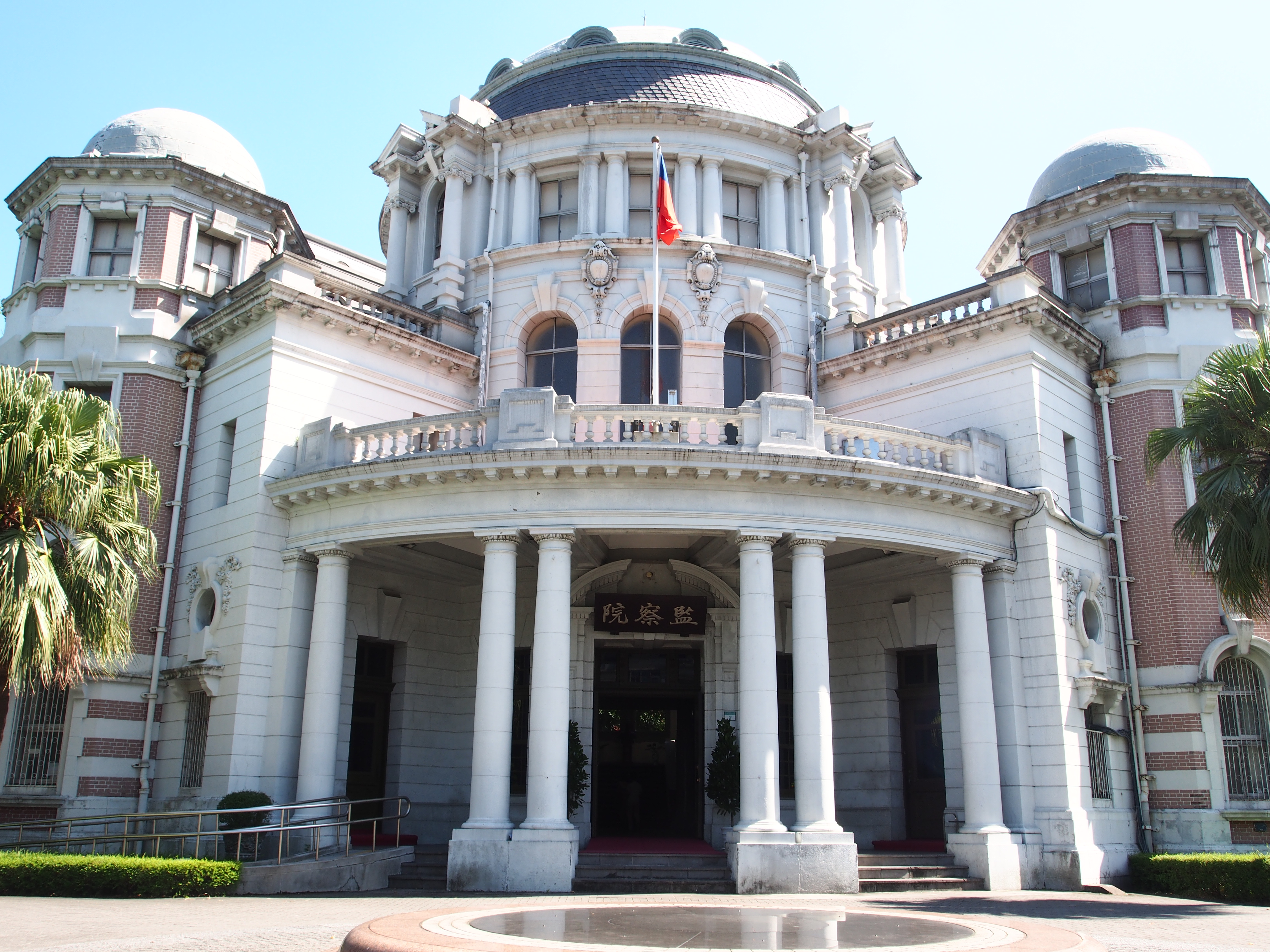
監察院

- 監察院為國家最高監察機關，行使彈劾、糾舉及審計權。置監察委員29人，並以其中1人為院長，1人為副院長，皆任期6年，由總統提名，經立法院同意任命之。
- 監察委員須超出黨派以外，依據法律獨立行使職權。
- 監察院為行使審計權，設審計部，其首長為審計長，審計長應於行政院提出決算後3個月內，依法完成審核，並提出審核報告於立法院，由總統提名，經立法院同意任命。
- 監察院為行使調查權，設國家人權委員會，其首長為監察院院長兼任主任委員，依法行使調查侵害人權以及歧視事件，而部分委員要經由總統提名，而受立法院同意任命。
  - 院長：陳菊（ 無黨籍）
  - 副院長：李鴻鈞（ 無黨籍）

### 地方政府
- 自民國39年4月訂定「臺灣省各縣市實施地方自治綱要」。
- 56年、68年分別訂頒臺北市、高雄市各級組織及實施地方自治綱要，並成立地方自治機關及選舉體系。
- 為貫徹地方制度法治化，83年又制定完成「省縣自治法」及「直轄市自治法」，建立地方自治之法制體系，省長及直轄市市長，包括當時的臺灣省省長、臺北市市長、高雄市市長於83年底首次由民選產生。
- 87年精省。
- 88年制定「地方制度法」，整體規範地方制度基本法律。

## 統治者

### 大肚王國
- 白晝之王為17世紀統治中台灣的大肚王國國王，其領土北起大甲溪、南至彰化、東抵南投、西臨大海，白晝之王實為台灣中部統治者。

| 白晝之王 |      |      |      |              |          |
| 國籍     | 首任 | 末任 | 任數 | 時間         | 行政中心 |
| 大肚王國 | 不詳 | 不詳 | -    | 不明－1732年 | 台灣台中 |

### 荷屬福爾摩沙
- 台灣長官（Governor，亦譯成大員長官、福爾摩沙長官）是指台灣受荷蘭統治時，由荷蘭聯合東印度公司所委任的駐台行政長官，負責島內荷蘭東印度公司統治區的行政事務。從1624年至1662年，共12任。

| 台灣長官 |      |      |      |                |                      |
| 國籍     | 首任 | 末任 | 任數 | 時間           | 行政中心             |
| 荷蘭     | 宋克 | 揆一 | 12   | 1624年－1661年 | 台灣台南（熱蘭遮城） |

### 西屬福爾摩沙
- 雞籠淡水長官則為台灣荷西殖民時期，西班牙設於台灣北部的統治官職名稱，首任長官為1626年攻下北台灣的伐爾得斯。包含台灣遠征軍統帥伐爾得斯，1626年至1642年間，擔任此長官職位的西班牙人共有八位，1630年起，該職位又分為西班牙雞籠長官與西班牙淡水長官。

| 雞籠淡水長官 |                    |                    |      |                |                                |
| 國籍         | 首任               | 末任               | 任數 | 時間           | 行政中心                       |
| 西班牙       | 阿爾卡拉索（基隆） | 波爾的里奧（基隆） | 7    | 1626年－1642年 | 台灣基隆和平島（聖薩爾瓦多城） |
| 西班牙       | 格司曼（淡水）     | 赫爾南勒茲（淡水） | －   | －             | 台灣淡水（聖多明哥城）         |

### 明鄭
- 延平郡王為南明永曆帝於公元1653年賜於鄭成功的封號，因此一般來說，延平郡王指的都是鄭成功。如：台灣各地今常見的延平郡王祠。不過即使如此，繼任鄭氏王朝統治者的鄭經與鄭克塽亦自稱為延平郡王。而1661年起，延平郡王所轄領土除了福建一部份之外，也包含了台灣台南一帶。尤其是1664年，鄭經失去福建大部領土後，延平郡王實為台灣南部統治者。較為特殊的是，鄭成功與鄭經建台期間，仍據閩南部分領土，故台灣事務多由承天府府尹或東寧總制統治治理。

| 延平郡王 |        |        |      |                |          |
| 國籍     | 首任   | 末任   | 任數 | 時間           | 行政中心 |
| 鄭氏王朝 | 鄭成功 | 鄭克塽 | 3    | 1661年－1683年 | 台灣台南 |

### 清治臺灣
- 台灣道為清朝特殊行政區劃及官職。就官職而言，其職掌介於巡撫與知府之間。而台灣清治時期這段時間，台灣道正屬福建省所管轄，地位位階為略低於福建巡撫，但高於如：泉州知府或漳州知府的建制，不過因為台灣道初設於廈門辦公，清康熙朝爾後管轄範圍與性質又與掌管內政的台灣府知府相近，因此部分文獻以不同立場稱台灣知府為此階段內島清朝統治區實際統治者。

- 而台灣巡撫設置於1885年，為台灣建省後的全省最高地方統治者。同年，福建巡撫裁撤，設閩浙總督，而建省後的台灣省正式名稱亦稱為福建台灣省。1887年，台灣巡撫更名為福建台灣巡撫。台灣巡撫或福建台灣巡撫總管台灣軍政。在官職上，台灣屬巡撫官銜，品等為正二品或從二品。在官餉方面，以首任巡撫劉銘傳為例：年薪約為155銀兩，養廉銀則為一萬兩，與升格前的按察使台灣道薪津相距甚大，而當時工人差役一年薪餉則約為二、三十兩左右。

### 台灣民主國
- 大清帝國於甲午戰爭（1894年—1895年）中敗給日本，大清與日本簽訂馬關條約，將臺灣和澎湖割讓給日本。1895年5月23日台灣仕紳組「台灣民主國」，唐景崧被推為台灣民主國的大總統。不久，唐景崧內渡。同年6月下旬，民主國又在台南擁立大將軍劉永福為第二任總統。1895年10月，劉永福總統亦兵敗內渡大陆。

### 日治臺灣
- 台灣總督是指台灣日治時期，由日本所指派的總督。大清帝國因為甲午戰爭戰敗，在1895年將台灣割讓給日本，1945年日本於第二次世界大戰中戰敗，日本放棄對台統治，台灣日治時期結束。在1895年到1945年半個世紀當中，日本共派任了19個總督，可以劃分為以下三個時代：「前期武官總督」（1895年—1919年）、「文官總督時代」（1919年—1937年）、以及「後期武官總督」（1937年—1945年）。

- 台灣於1945年10月25日舉行受降典禮，但台灣總督府的官制至1946年5月31日方正式廢止。

### 中華民國
- 台灣省行政長官是1945年8月29日至1947年5月16日，台灣的實際統治者官職，也是台灣省行政長官公署的主官。該官職只短暫維持短短的不到兩年壽命，也僅由陳儀擔任。不過在此短暫統治台灣期間，台灣省行政長官還經歷了影響後世甚鉅的二二八事件。

- 台灣省主席為1947年5月16日起之台灣地方統治者。其中，跨越了國共內戰之前國民政府時期與遷台後的中華民國政府。而於1945年戰後至1949年中華民國政府未遷台之前，台灣省主席為當時為台灣最高行政首長。而其兩任主席分別為：魏道明（1947年5月16日上任）及陳誠（1949年1月5日）。不久，中國國民黨於國共內戰失利，1949年12月7日，行政院院長閻錫山正式宣佈中華民國行政院於台北的「介壽館」（即總統府）辦公，至此，台灣最高行政首長又變成行政院院長。而此情形延續到1950年3月，蔣中正移署台北總統府實際統治台灣為止。

- 1950年1月3日，蔣中正於台灣接管政事，恢復中華民國總統一職。同年3月1日正式「復行視事」後即進駐總統府。從此至今，中華民國總統成為台灣最高領導人。

- 今台灣領導人之中華民國總統實為中華民國的國家元首，對內負責政治上的最高責任，也是全國三軍的最高統帥，對外則代表國家行使權責。總統，在英文中為President。

- 在國際上，與中華民國有邦交的國家，使用「中華民國總統」的稱呼，而多數國際主流媒體則採用「台灣總統」來稱呼遷台後的中華民國總統。

## 行政區劃
- 台灣現行的行政區劃，根據中華民國憲法增修條文及地方制度法規定，台灣分為6個直轄市（一級）、13個縣（二級）、3個市（二級），另設有尚未法制化的相當於省級的區域聯合服務中心。

- 中華民國政府實際統治範圍包括台灣島、澎湖列島、金門、馬祖列島及蘭嶼、綠島、龜山島、彭佳嶼、小琉球、東沙群島、太平島、中洲島等島嶼。
- 中華民國實際管轄區共分為6直轄市、13縣、3市：
  - 6直轄市：臺北市、新北市、桃園市、臺中市、臺南市、高雄市。

  - 13縣：新竹縣、苗栗縣、彰化縣、南投縣、雲林縣、嘉義縣、屏東縣、宜蘭縣、花蓮縣、臺東縣、澎湖縣、金門縣、連江縣。

  - 3市：基隆市、新竹市、嘉義市。

### 行政區劃沿革
- 1661年鄭成功擊敗荷蘭人，五月佔普羅民遮城，改赤崁為東都明京，總名「東都」。設一府二縣，另設一司為澎湖安撫司。鄭成功逝世後，其子鄭經廢除承天府與東都，臺灣以東寧王國之稱，升天興縣與萬年縣為州。又於澎湖安撫司外加設南北路兩安撫司。

- 清朝康熙年間將台灣島納入版圖後設立了台廈道，與廈門共署，並同時隸屬於當時的福建省。（道為清朝行政區劃之一，其地位約於府與省之間。）台灣島方面，設一府三縣。而總管廈門與台灣的臺廈道道署設於廈門，台灣府則設於台南。1723年台廈道更名為台灣道，1727年台灣道正式與廈門分離，並將道署移署於台南。並同時在台灣道底下設一府四縣一廳。[1]

- 1887年，台灣才獨立設省，因為與中國大陸福建省仍有部分行政業務，因此官方正式名稱稱為福建台灣省，不過一般仍稱分治後的台灣為台灣省。台灣建省之後下設台北府、台灣府、台南府三府，此時的「台灣府」範圍約是現今的台灣中部地區。
  - 1684年(清康熙23年) 台廈道轄下設一府三縣
  - 1723年(雍正元年) 台廈道改台灣道，轄下設一府四縣一廳
  - 1727年(雍正5年) 設一府四縣二廳
  - 1787年(乾隆52年) 將諸羅縣改為嘉義縣
  - 1809年(嘉慶17年) 增設噶瑪蘭廳
  - 1875年(光緒元年) 設二府八縣四廳
  - 1885年(光緒11年) 台灣建省， 設二府八縣五廳
  - 1887年(光緒13年)設三府十一縣四廳一直隸州
  - 1895年至1945年

#### 中華民國時期
- 1945年8月31日，頒布“台灣省行政長官公署組織大綱”。
- 1945年9月1日，台灣省行政長官公署在重慶成立臨時辦公處。
- 1945年9月20日，正式公布“台灣省行政長官公署組織條例”。
- 1945年10月25日，台灣省行政長官公署開始在台灣運作。
- 1945年，台灣省行政長官公署分設：
  - 8個縣：新竹縣、台中縣、台南縣、高雄縣、花蓮縣、台東縣、澎湖縣。
  - 9個省轄市：基隆市、台北市、新竹市、台中市、彰化市、嘉義市、台南市、高雄市、屏東市。
  - 2個縣轄市：宜蘭市、花蓮市。
  - 金門隸屬於福建省金門縣。
  - 馬祖列島則分屬於福建省長樂縣、連江縣、羅源縣。
  - 烏坵隸屬於福建省莆田縣。
  - 東沙島與南沙太平島隸屬於廣東省。
- 1947年4月22日，行政院會議決議撤銷台灣省行政長官公署，改組為台灣省政府。
- 1967年將台北市改為直轄市，次年納入臺北縣北投、士林（陽明山管理局）、內湖、南港、景美、木柵6鄉鎮。
- 1982年7月，新竹、嘉義二縣轄市升格為省轄市；將原屬新竹縣的香山鄉，劃歸新竹市，改為香山區。
- 1998年12月省政府精省開始實施，台灣省虛級化。
- 2007年地方制度法修正，增定準直轄市條款，同年10月1日臺北縣升格為準直轄市。
- 2009年地方制度法再度修正，准許縣市單獨或和其他縣市合併升格為直轄市：
  - 6月內政部初審通過臺北縣更名新北市並升格為直轄市、臺中市和臺中縣合併升格為直轄市，高雄市和高雄縣合併為面積較大的直轄市。
  - 7月行政院核定台南市和台南縣合併升格為直轄市，同時核定內政部初審通過的升格案。
- 2010年12月25日，行政區劃變為5直轄市、3市、14縣。
- 2011年1月1日，桃園縣升格為準直轄市。
- 2014年12月25日，桃園縣升格為桃園市，行政區劃變為6直轄市、3市、13縣。
- 2018年7月1日，省級機關去任務化，臺灣省政府實質上解散。

## 選舉

臺灣選舉投票專用印章

- 現在台灣選舉的最高法源來自《中華民國憲法》及《中華民國憲法增修條文》。
- 憲法第17條言明人民有選舉之權，總統、副總統、立法院、地方制度、省縣及選舉等等章節，提供台灣選舉的母法根源。

### 選舉歷史
- 台灣選舉歷史遠從1935年日治時期舉行的州、市、街、庄議員選舉開始，當時官派及民派議員各一半的兩次協議員選舉。

- 雖為台灣首次選舉，但在三一法的規定下，選舉人設有性別與財產的限制(年滿25歲男性，年納稅額五元以上，600萬台灣民眾裡面，合乎資格公民者僅為2萬8千人)，選舉規模與代表性有限。

- 日治時期的台灣選舉共於1935年與1939年舉行兩次(參見1935年台灣地方選舉)，之後因為二戰爆發不再舉行。

- 1945年，台灣進入中華民國時代，國民政府著手進行推動台灣的民主化與辦理選舉。

- 1946年，台灣省行政長官公署舉行各鄉鎮市市民代表普選。由於沒有性別、種族、宗教、職業、財產等限制，當時630萬台灣人民中，約有240萬宣誓公民參與選舉。之後該市民代表也間接選舉選出各縣縣參議員，而縣參議員則選出名額為30名的台灣參議員，由於是台灣史上首次進行省民意機關選舉，各方參選人十分踴躍，總共參選人高達1181人，其中又以台南縣485人參選為最高。

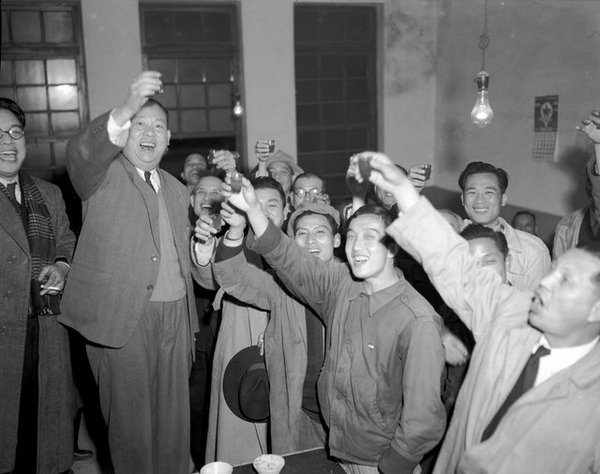
吳三連(左二)於1951年1月7日獲悉以65.5%高票當選中華民國首都台北市第一屆民選市長後在辦事處與支持者舉杯同歡。

- 1946年制憲國民大會召開，台灣省派出代表赴首都南京參與制憲，1947年1月1日，中華民國憲法公佈，成為中華民國選舉的最高法源。1947年11月21日，中華民國舉行第一屆立法委員與國大代表選舉，為台灣首次參與中央層級的選舉，台灣省選舉出18席國大代表與7席立法院，於1948年3月29日，赴南京參與開會，國大代表並選舉出中華民國第一屆正副總統。

- 1950年4月5日，行政院通過「台灣省各縣市地方自治綱要」，4月24日正式公佈，7月2日開始實施。[2]台灣的地方村里長、鄉鎮市長、鄉鎮市民代表、縣市長、縣市議員、省議員皆全部完成人民直選，立法委員、國大代表因內戰因素不進行改選，正副總統依憲法由國民大會代表選出。

- 1969年，為了進一步擴大國民大會與立法委員在台灣的代表性，舉行第一屆中央民代增額補選。1991年，動員戡亂時期臨時條款廢止，1992年全面改選立法委員與國民大會代表，回復中央民意機關人民直選。

- 1996年中華民國正副總統進行民選，中國國民黨候選人李登輝當選，完成首次國家元首直接民選。

- 2000年，民主進步黨候選人陳水扁當選總統，完成首次政黨輪替。

- 2003年底，成為東亞第一個立法保障公民投票權的國家。

- 2008年，國民黨候選人馬英九當選總統，完成第二次政黨輪替。

- 2016年，民進黨候選人蔡英文當選總統，實現第三次政黨輪替，並成為中華民國首位女性總統，也是臺灣首位女性統治者。

### 選舉現況
- 台灣大致上可分為兩大政治勢力，以國民黨為主的泛藍、民進黨為首的泛綠兩大陣營為主。
- 各地的藍綠支持度，可由歷屆選舉結果看出，粗略上可說是「北藍南綠」。
- 濁水溪以北支持泛藍的選民較多，以南力挺綠營的選民較多。
- 其中也有例外之處，例如台北市、新北市、桃園市、台中市等地區被認為是泛藍優勢地區，但台北市的士林、大同、萬華，新北市的三重、蘆洲、新莊、五股，桃園市的楊梅、觀音、新屋，台中市的大甲、清水、大里、太平等區域反倒是綠營的常勝之處。
- 又例如台南市、高雄市整體是泛綠佔優勢，但其中台南市山區地帶的楠西、玉井、南化跟高雄市眷村大本營的左營、楠梓卻往往是藍營勝出。
- 這種情形與地方勢力、人口居住的地形及地帶、省籍、年齡、性別、職業以及該開發時間點均有關係。

### 選舉條件

#### 選舉
- 凡是中華民國之國民，只要符合以下條件，即可享有選舉投票權：
  - 具有中華民國國籍
  - 實歲年滿20歲
  - 在該地設籍4個月以上（總統大選及公投須滿6個月）
  - 未受監護宣告

#### 被選舉
- 所有中華民國公民(即年滿20歲的國民)，只要符合以下所有條件，即享有被選舉權：
  - 積極條件：年滿23歲，得於其行使選舉權之選區參選。(總統、副總統候選人為年滿40歲)
  - 消極條件：被選舉人不得有下列任一情事，否則不得登記參選：
    - 犯有內亂外患罪，經判刑確定者。
    - 犯有貪汙罪，經判刑確定者
    - 曾犯組織犯罪條例之罪，經判刑確定者
    - 遭褫奪公權尚未復權者
    - 被選舉人不得為現役軍人、軍校學生及替代役男
    - 被選舉人不得為選務

### 選舉類型
- 2000年代，依照台灣選罷法規定，不包含立法院長及各議會議長的間接選舉，解嚴與回歸憲法後的台灣選舉約可共分為三大類：

#### 總統選舉
- 中華民國政府在國民大會通過修憲，凍結部分原憲法條文，適法於憲法增修條文的總統選舉首次於1996年舉行，透過這場選舉，不但讓總統與人民民意有更直接的連結，也讓中華民國朝真正的民主國家邁進一步。

- 中華民國總統選舉因為正副總統一起選舉，因此正式名稱為「總統、副總統選舉」其適用制度法源除了憲法之外，最主要就是「總統、副總統選舉罷免法」。
- 該法的重點於：
  - 一、總統選舉機關：總統、副總統選舉由中央選舉委員會主管並指揮、監督省(市)、縣(市)選舉委員會辦理之。
  - 二、選舉人(擁有投票權)：包括在國內及現在國外之由中華民國自由地區公民，均得為總統、副總統之選舉人，但在國外之中華民國自由地區公民行使選舉權，需返國為之。
  - 三、總統候選人、副總統候選人資格：在中華民國自由地區繼續居住六個月以上且曾設籍十五年以上之選舉人，年滿40歲，得申請登記為總統、副總統候選人，但曾犯內亂、外患罪等、具有外國國籍回復中華民國國籍、因歸化取得中華民國國籍或大陸地區人民經許可進入臺灣地區者，均不得申請登記。
  - 四、候選人除了以上的通則外，為了避免候選人過多，影響選情。該法還規定總統候選人必須要有主要政黨推薦。而主要政黨定義為：最近任何一次總統、副總統或立法委員選舉(取其一)，其所推薦候選人得票數之和，應達該次選舉有效票總和百分之五以上。二個以上政黨共同推薦一組總統、副總統候選人者，各該政黨推薦候選人之得票數，以推薦政黨數除其推薦候選人得票數計算之。
  - 五、除此，為了救濟無主要政黨推薦的總統候選人仍可選舉，該法規定該候選人可由公民連署提出。總統選舉的公民連署定義為：連署人數於第二項規定期間內，已達最近一次立法委員選舉選舉人總數百分之一點五者。此連署的連署人必須具名，且須造冊。

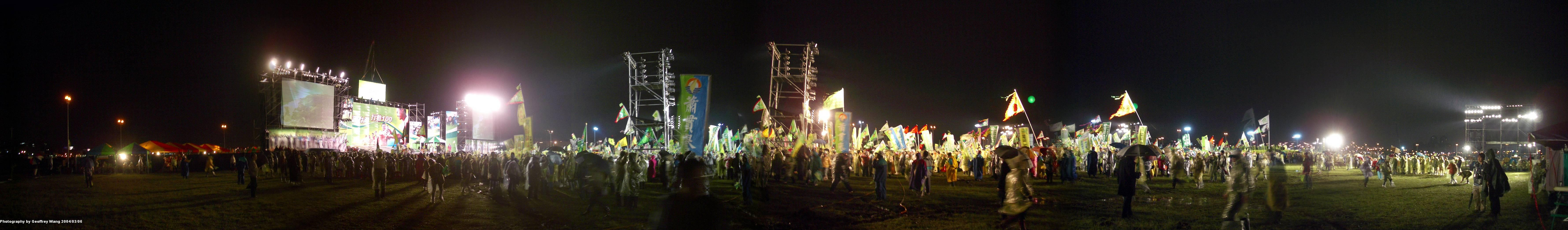
2004年中華民國總統大選的競選活動，地點是新北市二重疏洪道下的廣場，飄著細雨的晚上，依然不減人們的熱情/ 全景攝影/ geoffrey攝於2004年3月6日

#### 國會選舉
- 立法委員為台灣唯一的國會選舉，該正式名稱為「中央公職人員選舉」。
- 經過第七次修憲後，席次減半為113席，採單一選區兩票制，並分為全國不分區立委、僑選立委、區域立委及原住民立委等四種。
  - 其中前二種須由政黨提名，選民投得為政黨票。
  - 後兩種則是選人的區域立委及原住民立委。
  - 每四年選舉一次。
  - 需年滿23歲。

#### 地方公職人員選舉
- 被選舉人除了須符合積極條件和消極條件外，依據公職人員選舉罷免法規定，地方公職人員競選之年齡還有更詳細之限制：
  - 行政首長：直轄市市長（台北市、新北市、桃園市、台中市、台南市及高雄市）及縣市長（30歲）、鄉鎮市長及山地原住民區區長（26歲）、村里長（23歲）。
  - 民意代表（23歲）：直轄市議員、縣市議員、鄉鎮市民代表、山地原住民區區民代表。

- 以上所有公職人員一任皆為4年，但行政首長(不含村里長)只得連任一次，但村里長和民意代表則沒有限制。

### 選舉方式及原則
- 於選舉方式方面，台灣選舉一般來說，是以普通、平等、直接及無記名單記投票原則行之。
  - 普通原則：所有滿廿歲台灣公民除了受監護宣告而尚未撤銷者之外，皆可參加台灣選舉成為選舉人。
  - 平等原則：即遵守「一人一票，票票等值」的原則，每人擁有一票，而且每一張票的法律效力是相等的。
  - 直接原則：指選民不用也不可以請他人代為投票，而須自己親自前往投票。
  - 無記名原則：又稱作祕密原則，表示選票上並毋須簽名，且要保守投票秘密，不可有任何亮票的行為出現，否則便要負起刑事責任。

## 政黨
- 台灣政黨發展雖自日治時期開始，但真正政黨政治成形與發展是在二次大戰後才發生，目前以第八屆立委選舉的政黨得票率來看，是以泛藍陣營的中國國民黨與泛綠陣營的民主進步黨兩大政黨為主的兩黨制形態。在太陽花學運後，新興的第三勢力政黨如台灣民眾黨、時代力量、社會民主黨開始冒起，挑戰台灣傳統的藍綠政治生態。

### 中國國民黨
- 西元1894年，正值中日甲午戰爭，孫中山赴檀香山號召華僑親友，創立「興中會」革命救國組織。歷經興中會、同盟會、國民黨、中華革命黨後，於西元1919年正式改組為中國國民黨，之後並於1927年－1949年成為中國的執政黨，也是於1945年－2000年成為台灣的執政黨。
- 1945年中華民國抗戰勝利，並接管台灣，國民黨在台灣設立省黨部。
- 1949年，國民黨於國共內戰失利，國民黨隨同中華民國政府遷至臺灣。
- 1949年12月11日，國民黨中央黨部由中國大陸遷往台北市，並繼續在台灣長期維持執政黨地位，其黨國不分及利用軍、警、特全面執行社會控制的統治體制，被稱為黨國體制。
- 1990年代，在首位台灣本省人總統李登輝的領導下，全力推行民主化，然而在其黑金政治與派系政治的包袱下，於2000年的總統選舉敗給民進黨，首次成為在野黨，結束55年在台灣的執政，但仍持續掌控立法院及地方執政優勢。
- 2008年，由於民進黨飽受弊案困擾，國民黨再次贏得執政權。
- 2016年，因中央執政不利及多起社會事件下，讓國民黨再次在總統選舉敗給民進黨，也首次失去國會及地方的執政優勢，再次成為在野黨。
- 2020年，因為總統參選人高雄市市長韓國瑜慘敗給尋求連任的總統蔡英文，國民黨第三度成為在野黨。

### 民主進步黨
- 1949年中華民國政府遷至臺灣後，有黨外人士爭取民主與自由。

- 黨外聲勢逐漸發展壯大，1979年爆發的美麗島事件可以說是黨外運動的高潮，施明德、黃信介等多人因此入獄。

- 1980年代，這股黨外實力逐漸組合、統一，並最終在1986年9月28日由132名與會的黨外後援會在臺北圓山飯店宣佈組建民主進步黨。

- 1986年組黨後的民進黨參加第一次的立法委員與國大代表選舉，總得票率都在20%以上。此後民進黨也發動了多次街頭遊行活動，爭取當局解除戒嚴、爭取民代直選與一系列的公共政策調整。

- 1987年總統蔣經國宣佈解除戒嚴令，解除報禁、黨禁，民進黨繼續參與臺灣政治，要求總統直選。民進黨通過了“四個如果”的決議文，稱只有在國民黨出賣臺灣人民利益、中國共產黨統一臺灣等四個條件成為現實時，民進黨才會支持臺灣獨立。

- 1989年的縣市長與立委選舉中，民進黨的支持率持續上升。

- 1991年民進黨於第五屆第一次全國代表大會正式通過台獨黨綱，黨綱第一條便宣佈民進黨的基本主張「通過以住民自決的方式，建立主權獨立自主的臺灣共和國」，首次將台獨的主張提升到黨的主要目標，標誌着民進黨正式成為支持台獨的政黨。

- 1992年的立委選舉中，民進黨得票率達33%，次年的縣市長選舉的得票率已經達到44%。

- 1994年在台北市市長的選戰當中，民進黨推出立法委員陳水扁與新黨趙少康、尋求連任的國民黨黃大洲競選，最後贏得勝選，顯示民進黨已經能夠藉由國民黨的分裂而與其相互抗衡。1997年，民進黨在縣市長選舉中贏得12席，首次超越國民黨，形成「地方包圍中央」的局面。

- 1999年為因應2000年中華民國總統選舉，民進黨基本政策作了改變，通過《台灣前途決議文》，文中稱「承認台灣是主權獨立的國家，國號就是中華民國」，以爭取更多的選民認同。並在隨後推選落選的前臺北市長陳水扁與美麗島事件參與人、時任桃園縣縣長的呂秀蓮參選正副總統選舉，選戰過程原本不被外界看好，但由於當時聲望最高的宋楚瑜發生興票案，使得支持度下滑，加上與國民黨提名競選的連戰瓜分選票，最後陳水扁與宋楚瑜以2.5%差距勝選，實現中華民國歷史上的首次政黨輪替，終結國民黨在台灣執政55年，但立法院仍以國民黨為首的泛藍為多數，民進黨成為執政黨至2008年。

- 執政期間全力推行台灣本土化運動，使「台灣是主權獨立的國家」觀念成為台灣民意主流，但也因此使得兩岸關係及台美關係不時受到考驗。同時由於國會呈現「朝小野大」局面，其許多政策無法順利推行，執政後期貪污醜聞頻傳，於2008年的總統選舉及立法委員選舉敗給國民黨，民進黨再次成為在野黨。

- 直到2016年再度執政，並首次達成同時掌握行政及立法部門的「完全執政」。

### 臺灣民眾黨
- 2014年11月，原無黨籍的柯文哲當選台北市市長。2018年再度連任。

- 2019年8月6日，台灣民眾黨在臺大醫院國際會議中心舉行創黨成立大會，黨章第一條確立其黨名並述「以台灣為名，以民眾為本，實現本黨之理念及綱領」。創黨黨員111人，柯文哲表示其政黨主要精神在於欲喚醒台灣人的政治覺醒、改變台灣的政治文化，並被推舉為首任黨主席。8月23日，經內政部審核通過。此黨之名稱與台灣日治時期曾存在的「灣民眾黨」只有一字之差，但無關係。

- 在2020年立法委員選舉中，台灣民眾黨在全國不分區的政黨票獲得158萬餘票，取得立法院席次5席，躍升為立法院第三大黨，僅次於民進黨和國民黨。

### 時代力量
- 2014年3月，太陽花學運爆發，對後續的政治局勢與社會氛圍產生重大影響。在運動結束後，主要參與人士認為應進入政治體制來實踐主張。同年7月，在籌備1年多後，反對簽署《海峽兩岸服務貿易協議》的社會運動人士組成聯盟政團「公民組合」完成立案登記。

- 2015年1月25日，由林峯正等人發起的時代力量，率先舉行創黨成立大會，宣布成立「建黨工程隊」和啟動「10萬人建黨工程」，公布政黨網站、基本主張及10項基本政策。9月13日，由學者、社會運動人士組成的社運型政黨時代力量正式宣布成立，並以「超越藍綠」自許。

- 在2016年立法委員選舉中，首次參選的時代力量取得5個席次，包括3席區域立法委員與2席不分區立法委員，取代臺灣團結聯盟成為立法院第三大黨，實現進入立法機構參政議政的目標。

- 在2020年第十屆立委選舉，時代力量政黨票數增長27萬餘票，但在得票數上被民眾黨超越，立委席次降至3席，退居立院第四大黨。

### 歷史上的知名政黨

#### 灣民眾黨
- 灣民眾黨成立於日治時期1927年的台中市，是台灣人成立的第一個政黨，成立大會由蔡式穀主持。在殖民政府多方的阻撓下，林獻堂、蔣渭水等人不斷更換黨名、修改黨綱，從「台灣自治會」、「台灣民黨」，最終在有條件的允許下成立。初期主要人物還有李應章、蔡培火等人，黨旗為仿中華民國國旗的三星黨旗，以「確立民本政治、建設合理的經濟組織、改廢社會之缺陷」為民眾黨的三大綱要。

- 而在政治行動上，民眾黨曾提出市街庄議會由諮詢改為議決機關、議員由官選改為民選等要求，也曾因反對台灣總督府的鴉片吸食特許政策而向國際聯盟(聯合國的前身)提出控訴。

- 林獻堂等人於1930年成立台灣地方自治聯盟。

- 1931年，台灣民眾黨遭取締解散。

- 在二二八事件中，不少前台灣民眾黨員與國民黨合作，也遭國民黨政府迫害甚至致死，其中包括臺灣民眾黨經濟委員會委員陳炘等人。

#### 台灣共產黨
- 台灣共產黨是台湾历史上的一个共产主义政党。

- 在共产国际指導下，台灣青年於1928年上海法租界成立该政党。

- 根據共产国际對於各國支部「一國一黨」的組織原則規定，台共隸屬於日本共產黨領導的「臺灣民族支部」。

- 由於日共於1945年以前在日本屬於非法，台共在台灣日治時期，也被台灣總督府視為非法政黨而加以取締。台灣共產黨是日治時期唯一明確提出台灣獨立、台灣革命主張的島內政治組織[3]，而且成功結合台灣農民組合及台灣文化協會，影響了1920年代台灣社會運動的發展。1931年9月，台灣共產黨黨員遭大舉逮捕入獄，台灣共產黨停止運作，宣告覆滅。

### 政黨主張
- 政治主張方面，目前(2025年)台灣依然是國民黨為主的泛藍陣營，以及民進黨為主的泛綠陣營兩大政治勢力為最大宗，雙方陣營在台灣主權地位及對兩岸關係的議題上看法大相逕庭。
- 政黨輪替後，政黨惡鬥經常發生：泛藍指責泛綠搞民粹，宣布獨立將使台海陷入戰爭；泛綠指責泛藍轉變立場，由反共走向親中。兩黨的互鬥，亦逐步形成當今的台灣選舉地理。值得說明的是，政黨惡鬥不只台灣有，其他民主國家，像美國的民主黨跟共和黨在競爭時，亦常出現政黨惡鬥之舉。
- 國民黨主張維持現狀乃至兩岸統一；而民進黨的黨綱雖然主張台獨，建立主權獨立的台灣共和國，但民進黨於1999年通過《台灣前途決議文》，文中稱「承認台灣是主權獨立的國家，國號就是中華民國」，在此之後承認中華民國，並反對中共的極權統治，與華獨相似。[4]時代力量則提出「進步價值」、「公開透明」、「臺灣國家地位正常化」等主張，雖然和民進黨為主的泛綠陣營在外交與國防方面的政治主張相差不多，但在內政上強力監督藍、綠兩軍，而時代力量最終目標是取代國民黨的政治地位，讓兼具台獨左派與右派並存的民進黨往右派推擠，成為兩大台灣政治勢力。

- 在修憲與總統直選後的民主鞏固時代，支持獨立的比例緩步微升、且通常穩定地高於支持統一的比例，而均低於支持維持現狀的比例。

- 換言之，與中國大陸的任何政治結合在台灣都是最缺乏民意基礎與政治市場的選項。

- 2010年12月，陸委會所作的民意調查，高達87.3%的絕大部分台灣民衆認為應該維持現狀(廣義)：儘快宣布獨立：6.4%；維持現狀，以後走向獨立：17.6%；永遠維持現狀：28.4%；維持現狀，看情形再決定獨立或統一：34.2%；維持現狀，以後走向統一：7.1%；儘快統一：1.2%；不知道／無意見：5.2%。[5]

## 政績
在最近幾年的選舉中，政治人物的政績越來越受到民眾的觀注。因此，達成民眾看的到的政績，變成政治人物的首要的施政方向。像臺灣燈會、各地燈節都有逐年擴大的趨勢。

## 註解
1. ↑  或稱接收台灣、光復台灣、佔領台灣

## 外部連結
- 维基文库中的相關文獻：地名譯寫原則
- 工資低仲介費高雇主不好相處 台灣外勞生存難[永久]